# Walter Centeno
Walter Centeno Corea (San José, 6 oktober 1974) is een Costa Ricaans voormalig profvoetballer en huidig voetbaltrainer. Centero wordt algemeen beschouwd als een van de beste Costa Ricaanse voetballers ooit.

## Clubcarrière
De middenvelder speelde in eigen land voor Belén CF en topclub Deportivo Saprissa. In 2002 vertrok Centeno naar AEK Athene. Met de Griekse topclub nam hij deel aan de UEFA Champions League. Centeno scoorde uit bij AS Roma en Real Madrid. Na een seizoen in Europa keerde de middenvelder in 2003 terug naar Saprissa. Daar won Centeno in 2005 de CONCACAF Champions Cup.

## Interlandcarrière
Centeno debuteerde in september 1995 tegen Jamaica voor het nationaal elftal. Hij was basisspeler bij Costa Rica op het WK voetbal 2002. Ook nam Centeno deel aan de strijd om de Copa América (1997, 2004) en de CONCACAF Gold Cup. Hij speelde in totaal honderdzevenendertig interlands voor zijn vaderland en scoorde vierentwintig keer.

## Erelijst
Als speler
 Deportivo Saprissa
- Liga Costarricense de Primera División (10): 1997/98, 1998/99, 2003/04, 2005/06, 2006/07, 2007 Apertura, 2008 Clausura-Invierno, Verano-Apertura 2008, Campeonato de Verano-Clausura 2010
- CONCACAF Champions Cup (1): 2005
- Torneo Grandes de Centroamerica/Copa Interclubes UNCAF (2): 1998, 2003

 Costa Rica
- UNCAF Nations Cup: 1999, 2003, 2007

Als trainer
 Deportivo Saprissa
- CONCACAF League (1): 2019

## Privé
Centeno is getrouwd en heeft drie kinderen.